# خانات زنجان
خانات زنجان (انگلیسی: Zanjan Khanate) یکی از خانات آذربایجان ایران مستقر در شهر زنجان بود. این خانات واقع در آذربایجان (ایران) و بیش از صد سال به صورت نیمه مستقل از پادشاهی ایران تبدیل شده بود.

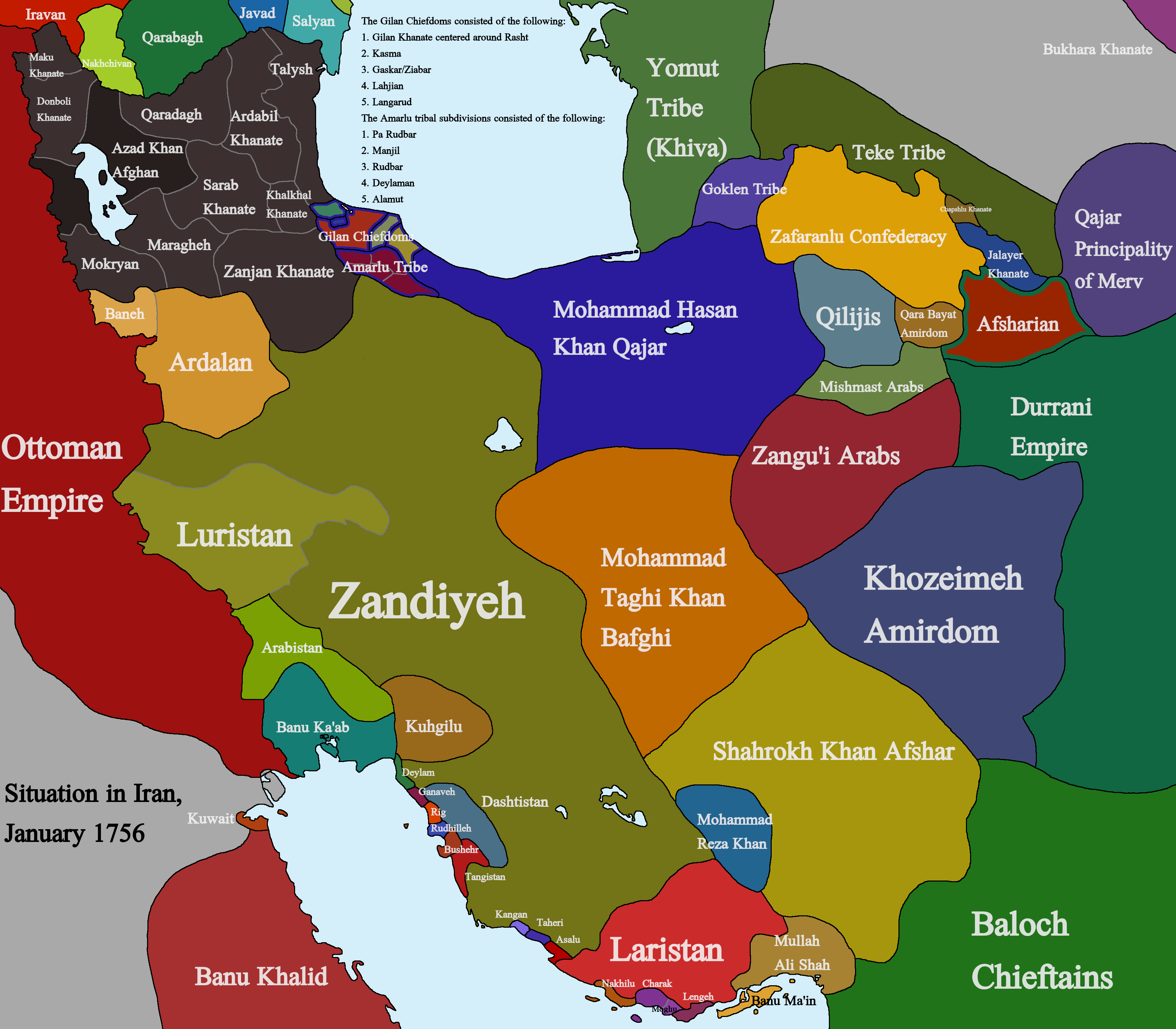
قلمرو خانات زنجان سال ۱۷۵۶ میلادی